# Familia punalúa
Con el nombre de familia punalúa se denominó a un tipo de organización parental propio de las sociedades de jefatura de Polinesia. El término es de origen hawaiano, y fue empleado por Lewis H. Morgan para designar a las familias que, hipotéticamente habrían surgido del casamiento de varios varones hermanos con el grupo de las esposas de cada uno de los varones hermanados, y del casamiento de mujeres hermanas con los esposos de cada una de las hermanas. Este tipo de matrimonio explicaría, en los sistemas hawaianos de parentesco, el uso por parte de Ego de un mismo término para designar a todas las mujeres en la generación de sus madres, y del mismo término para designar a todos los hombres en la generación de sus padres (Ego nombra madre a las hermanas de su madre y a las hermanas de su padre; y padre a los hermanos de la madre y de su padre; de aquí que también emplee el mismo término para referirse a sus primos y a sus hermanos). La hipótesis fue retomada por Friedrich Engels en El origen de la familia, la propiedad privada y el Estado
Actualmente, el término ha sido desechado del lenguaje antropológico, al ser resultado de una interpretación errónea de los sistemas hawaianos de parentesco.[cita requerida]